# آنه یاهرن
آنه یاهرن (انگلیسی: Anne Jahren؛ زادهٔ ۲۰ ژوئن ۱۹۶۳) اسکی‌باز صحرانوردی اهل نروژ است.